# 富兰克林·理查兹
富蘭克林·班傑明·理查兹（英語：Franklin Benjamin Richards）是漫威漫画中的角色，是神奇先生和隐形女侠的儿子，能力是可以时间旅行、操纵时间、因果率和现实，创造宇宙。

## 其他媒體

### 電影
- 漫威電影宇宙
  - 《驚奇4超人：第一步》（2025年）：由艾達·史考特（Ada Scott）飾演嬰兒時期的富蘭克林·理查兹[1]。

### 遊戲
- 《漫威：未來之戰》：手機遊戲，富蘭克林·理查兹是玩家可使用角色之一。